# Императорский кабинет
Кабинет Его (Её) Императорского Величества — учреждение, ведавшее личным имуществом русской императорской фамилии, управлением казёнными и каторжными учреждениями, и занимавшееся некоторыми другими вопросами в 1704—1917 годах.
После Февральского переворота (революции), в 1917 году, Кабинет передан в подчинение Министерства финансов Российской республики, ликвидирован 26 февраля 1918 года.

## История

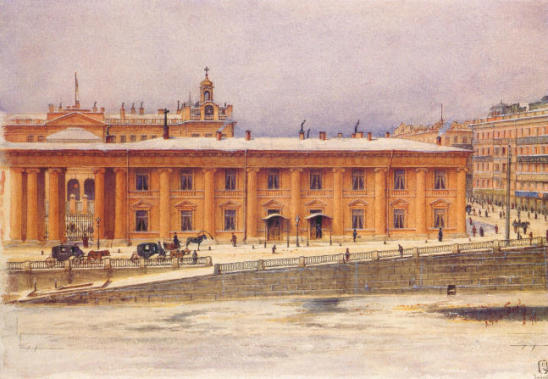
Здание Кабинета Его императорского Величества в 1894 году. На заднем плане — Аничков дворец

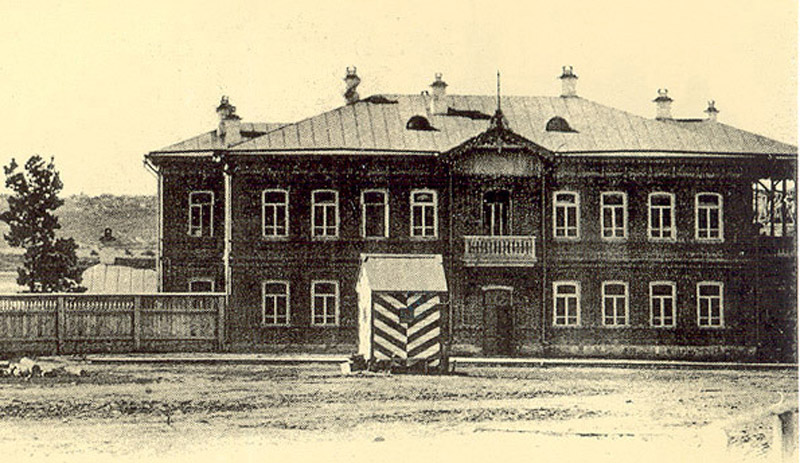
Дом Императорского кабинета в Новониколаевске, 1900-е годы

Кабинет Его Величества был учреждён в 1704 году царём Петром I, и являлся собственно канцелярией царя, ведал его казной и имуществом государства, вёл переписку. Во главе его стоял кабинет-секретарь А. В. Макаров. Закрыт после смерти Екатерины I 25 мая (5 июня) 1727 года.
Анна Иоанновна в 1731 году создала высший государственный орган — Кабинет Её Величества, состоявший из трёх министров. В 1735 году был издан именной указ, которым подпись трёх кабинет-министров приравнивалась к императорской подписи. Этот орган не имел с петровским кабинетом ничего общего, кроме названия. Подробнее см. статью кабинет-министры.
Взойдя на престол, Елизавета Петровна принялась восстанавливать учреждения времён своего отца. Кабинет был восстановлен 12 (23) декабря 1741 года как личная канцелярия императрицы; управляющим её делами был назначен барон И. А. Черкасов. В ведение кабинета, среди прочего, передавались предприятия, обслуживавшие императорские дворцы:
- Императорский фарфоровый завод;
- Императорский стеклянный завод;
- Императорская шпалерная мануфактура;
- Петергофская гранильная фабрика;
- Петергофская бумажная фабрика;
- Царскосельская бумажная фабрика;
- Царскосельская обойная фабрика;
- Горнощитский мраморный завод;
- Киево-Межигорская фаянсовая фабрика;
- Екатеринбургская гранильная фабрика;
- Выборгский зеркальный завод;
- Ропшинская бумажная фабрика;
- Тивдийские мраморные ломки.

Екатерина II выделила из состава кабинета канцелярию статс-секретарей, которая ведала её собственными делами, в т. ч. разбирала прошения и челобитные на имя государыни. С образованием Министерства Императорского двора в 1826 году кабинет вошёл в его состав.
В 1827 году был принят Высочайше утверждённый Устав Кабинета Его Императорского Величества, который устанавливал структуру, порядок делопроизводства и компетенцию учреждения.
После Февральской революции 1917 года Временное правительство 4 (17) марта постановило передать Кабинет Его Императорского Величества в ведение Министерства финансов, назначив для заведования его делами комиссаром члена Государственной думы И. В. Титова. Министру финансов Терещенко было поручено выяснить вопрос о возможном обращении свободных средств Кабинета в облигации внутреннего военного займа.

## Здание кабинета

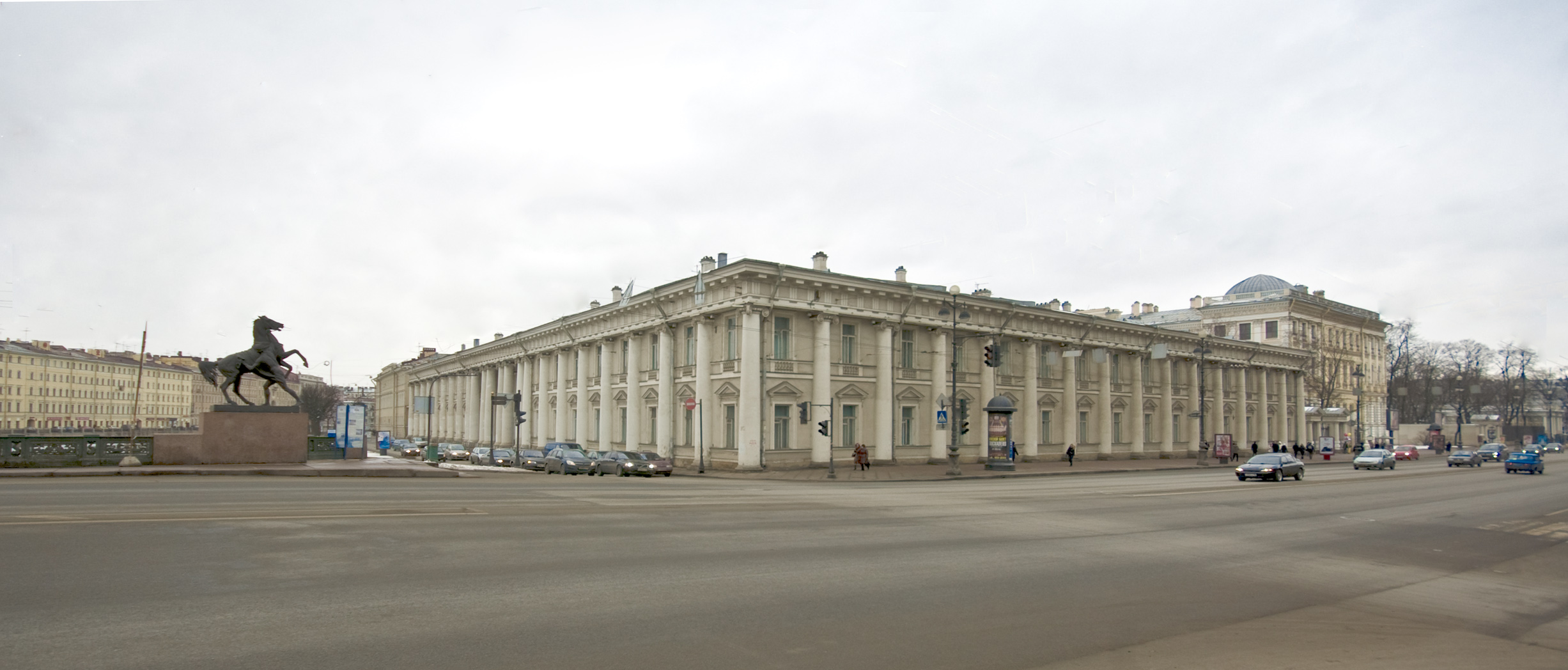
Здание Кабинета Его императорского Величества. Справа на заднем плане — Аничков дворец. На переднем плане слева — часть Аничкова моста

В правление Александра I его кабинет занимал Аничков дворец на углу Невского проспекта и Фонтанки. Его парадный двор (Невский проспект, 39) был застроен в 1803-09 гг. двумя корпусами торговых рядов, которые спроектировал в стиле зрелого классицизма Дж. Кваренги. Эти два низких 2-этажных здания, в плане напоминающие буквы П, в 1811 г. были расширены за счёт пристройки со стороны двора и переданы в полное ведение Императорского кабинета.
До 1885 года фасады здания с колоннами «гигантского» ионического ордера пронизывали широкие аркады, через которые открывался вид на Аничков дворец. В 1885 г. аркады были заложены. Со стороны Фонтанки и по сей день имеется открытая колоннада с проездом во двор. Начиная с 1937 года в здании расположен Санкт-Петербургский городской дворец творчества юных (бывший Ленинградский Дворец пионеров).

## Кабинетные владения
Кабинетские земли — собственность императорской фамилии, управлявшаяся Кабинетом его императорского величества.
Кабинетские земли были сосредоточены на Алтае (с 1747), в Забайкалье (с 1786), в Польше (Ловичское княжество — 3 уезда с несколькими десятками имений). В Сибири Кабинетские земли занимали 67 800 000 га. Кабинетская улица (ныне — Советская) в Новосибирске получила своё название из-за принадлежности города Кабинету. На кабинетских землях велась добыча золота, серебра, свинца, меди, имелись заводы по выплавке железа, чугуна, стали. В 1796 году к Кабинетским землям было приписано около 70 000 ревизских душ, ссыльно-каторжан, наёмных рабочих. Во 2-й половине XVIII века горные предприятия на кабинетских землях достигли высокого уровня развития. В 1-й половине XIX века они не выдержали конкуренции с развивавшейся капиталистической промышленностью, закрывались или сдавались в аренду. С 1861 года администрация кабинетских земель переходит к усиленной эксплуатации лесов, сдаче земель в аренду. С 1865 года было разрешено переселение на Кабинетские земли, и к 1907 году переселилось до 1 000 000 крестьян. Кабинетские земли на Алтае перед Октябрьской революцией давали ежегодно от 3 до 4 000 000 руб. дохода.
После Февральской революции 1917 года кабинетские земли были конфискованы, а кабинет передан в подчинение Министерства финансов. Ликвидирован 26 февраля 1918 года.